# Cedro-do-himalaia
O cedro-dos-himalaias (Cedrus deodara), também designado como cedro-deodara ou, apenas, deodara, é uma espécie de cedro nativo do Himalaia ocidental ao Afeganistão ocidental, Paquistão setentrional, Caxemira, noroeste da Índia, extremidade sudoeste do Tibete e Nepal ocidental, ocorrendo a altitudes entre os 1500 e 3200 m. É uma árvore conífera de grande porte, que chega a atingir 40 a 50 m de altura, excepcionalmente 60 m, com um tronco que pode medir até 3 m de diâmetro. Tem uma copa cónica, com ramos nivelados e lançamentos pendentes.

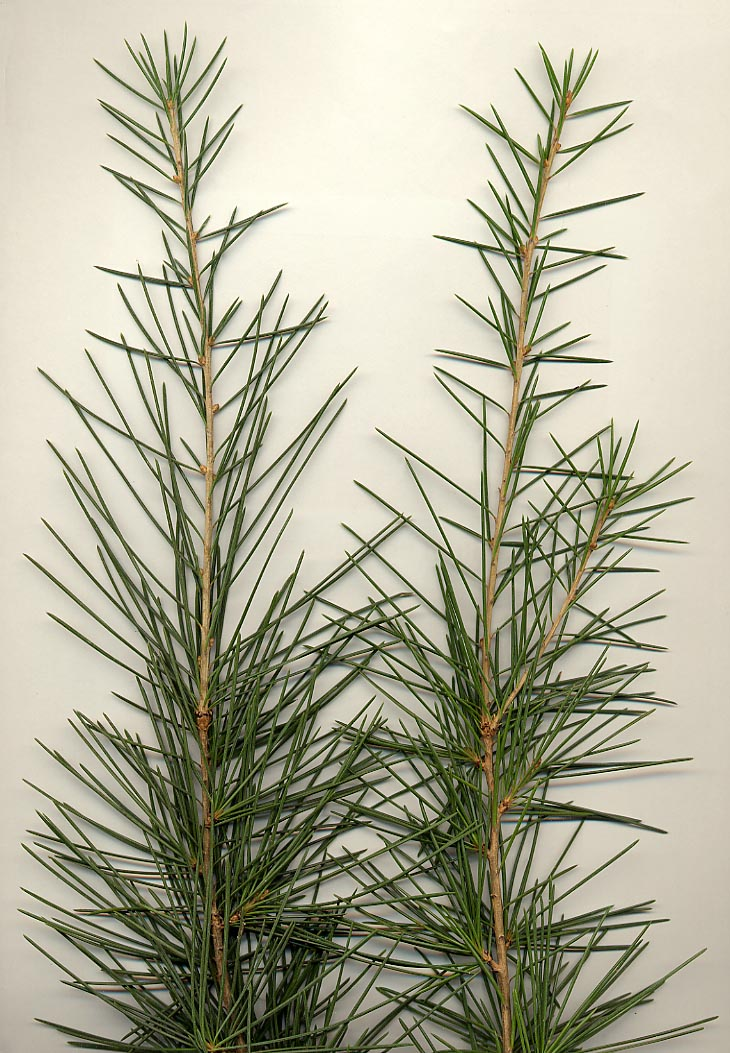
Folhas nos braquiblastos

As folhas são aciculares (com forma de agulha) geralmente com 2,5 a 5 cm de comprimento, por vezes atingindo os 7 cm, finas (1 mm de diâmetro), isoladas nos macroblastos (ramos maiores) e em tufos ou pincéis densos com 20 a 30 nos braquiblastos (ramos menores); variando do verde-brilhante ao glauco verde-azulado. Os estróbilos têm a forma de barril, com 7 a 13 cm de comprimento e 5 a 8 cm de diâmetro, desintegrando-se após a maturação (12 meses após a polinização) de forma a libertar as sementes aladas. As inflorescências masculinas medem de 4 a 6 cm de comprimento, libertando o pólen no outono.
O cedro-do-himalaia é uma árvore ornamental apreciada pela elegância do seu porte, sendo frequente usada em parques e grandes jardins devido à sua folhagem pendente. É uma árvore que só se desenvolve convenientemente, contudo, onde os invernos não sejam muito rigorosos, não devendo ser submetida a temperaturas abaixo dos 25º Celsius negativos. As variantes mais tolerantes ao frio são originárias da zona setentrional da sua área de distribuição, na Caxemira e na província de Paktia, no Afeganistão. Em Portugal nem sempre se desenvolve da melhor forma já que exige um clima um pouco mais húmido.
O seu nome deodara deriva da latinização do nome em sânscrito, 'devadara', que significa madeira dos deuses.